# رولز رويس دويتشلاند
رولز رويس دويتشلاند (بالإنجليزية: Rolls-Royce Deutschland)‏: هي شركة تابعة لصانع محركات الطائرات شركة رولز رويس بي إل سي مع مرافق تصنيع تقع في كل من قرية دالفيتس(Dahlewitz) خارج برلين وفي مدينة أوبا أُورزيل (Oberursel) بالقرب فرانكفورت. كان تعرف سابقا باسم بي إم دبليو-رولز رويس والمعروفة اختصارا بـ بي أر أر (BRR)، وهي شركة أنشئت في عام 1990 كمشروع مشترك بين بي إم دبليو ورولز رويس لإنتاج عائلة محرك رولز رويس بي أر 700 (BR700)النفاث.
انسحبت بي إم دبليو في وقت لاحق من الشركة، وسيطرت رولز رويس سيطرة كاملة عليها في عام 2000، وأعيد تسميتها إلي رولز رويس دويتشلاند. حيث استمرت الشركة في إنتاج عائلة المحرك التوربيني المروحي رولز رويس بي أر 700 ، وتشارك الشركة التابعة أيضا في صناعة المحرك Europrop TP400 لطائرة النقل العسكرية من طراز إيرباص إيه 400إم.
وقد ورثت رولز رويس دويتشلاند المسؤولية من الشركة الأم عن محرك تاي ومحرك سبي ومحرك في 2500 المروحي التوربيني ومحركدارت، مما سمح لمرافق التصنيع في ديربي التركيز على المحركات التوربينية المروحية المدنية ذات الثلاث أعمدة.

## وصلات خارجية
- الموقع الرسمي